# 金沢脩三
金沢 脩三（かなざわ しゅうぞう、1910年11月10日 - 1998年7月13日）は、日本の経営者。三菱レイヨン社長を務めた。大阪府大阪市出身。

## 経歴
1933年に京都帝国大学経済学部経済学科を卒業し、同年に三菱銀行に入行。1962年5月に取締役に就任し、1965年10月に常務を経て、1967年11月に三菱レイヨン副社長に就任し、1973年11月には社長に昇格。1983年6月に会長、1988年6月に代表取締役相談役を経て、1989年6月から取締役相談役を務めた。
1981年11月に勲一等瑞宝章を受章した。
1998年7月13日胆管癌のために死去。87歳没。